# Indras nät
Indras nät är i den hinduistiska mytologin ett nät som tillhör guden Indra.
Nätet avspeglar, eller är identiskt med hela universumet i alla dess aspekter genom alla tider. Nätet är så beskaffat, att det i varje knutpunkt hänger en pärla/diamant. Varje pärla/diamant avspeglar inte bara den närmaste pärlan/diamanten, utan också varje pärla/diamant som avspeglas i denna, och därmed de avspeglingarna som avspeglas i avspeglingarna etc.
Den som kan se Indras nät, kan alltså se allt. När människor har insikter utöver vad vetenskapen medger, andliga upplevelser, får så kallade "aningar" om ting, eller upplever oförklarliga insikter om tillvarons grundläggande natur, "magiska" sammanhang", har personen sett en glimt av Indras nät. Det är inte människor förunnat att se hela nätet. (Det skulle ju innebära fullkomlig insikt i Guds väsen osv.) Människor som har ägnat stor del av sitt liv åt sökande, eller som är födda med god karma, anses emellertid besitta en osedvanlig förmåga att se och tolka Indras nät (visdom).
Myten om Indras nät skall förstås med bakgrund av ett hinduistiskt synsätt i övrigt. Indras nät används ofta som förklaringsmodell, eller metafor för holism, att allt är en helhet och hänger ihop, och (inte minst oväntade) sammanhang, av icke hinduer också - både i sekulära, och sakrala sammanhang. Men kanske används det framför allt i andliga/filosofiska sammanhang, av människor med en syn på tillvaron som mer eller mindre inspirerats av hinduistisk, eller buddhistisk livsåskådning.